# Francesc Macià
Francesc Macià i Llussà (ur. 21 września 1859 w Vilanova i la Geltrú, zm. 25 grudnia 1933 w Barcelonie) – polityk i żołnierz hiszpański, republikanin, orędownik niepodległości Katalonii, podpułkownik Wojsk Lądowych; Przewodniczący Generalitat de Catalunya i współzałożyciel dwóch partii politycznych: Estat Català (Państwo Katalońskie) i Esquerra Republicana de Catalunya (Republikańska Lewica Katalonii).

## Życiorys
W wieku piętnastu lat wstąpił do Akademii Inżynierów Wojskowych w Guadalajarze. Po sześciu miesiącach w randze podporucznika został skierowany do Madrytu, do sekcji telegrafów. W 1882 roku był już kapitanem i przeniesiono go do Sewilli, a później do Lleida, gdzie uzyskał stopień podpułkownika.
W roku 1888 ożenił się z Eugenią Lamarca, córką miejscowych właścicieli ziemskich.
W 1905 roku musiał odejść z wojska, po tym jak potępił atak części oficerów na tygodnik La Veu de Catalunya (Głos Katalonii). Zaatakowali oni drukarnię, w której drukowano Głos Katalonii w związku z opublikowanymi w gazecie karykaturami, które uznali za obraźliwe w stosunku do oficerów służących w Katalonii. Władze stanęły po stronie wojskowych, a autorzy karykatury stanęli przed trybunałem wojskowym.

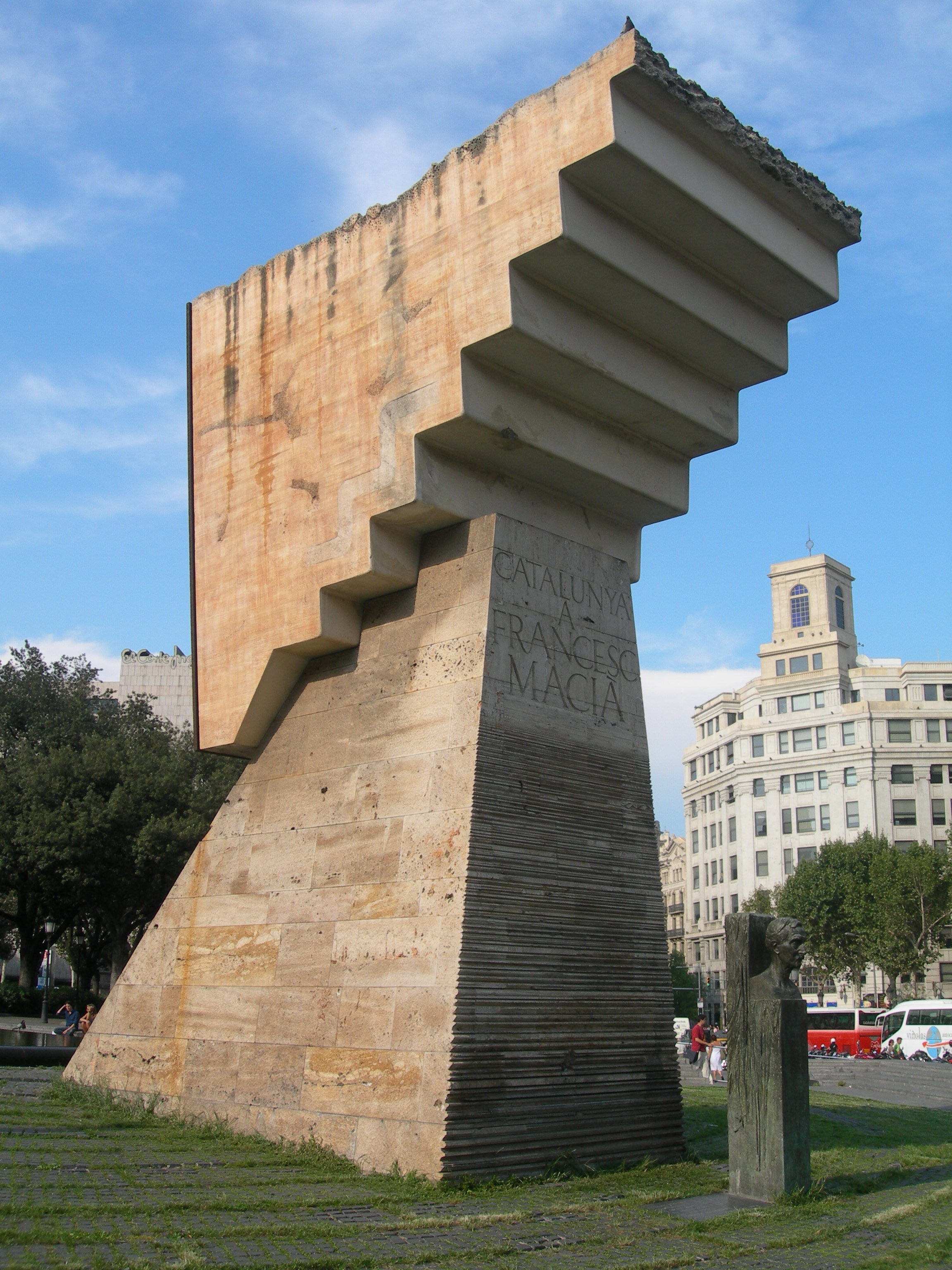
Pomnik Francesca Macià na Plaça de Catalunya, jednym z głównych placów Barcelony

Po bezowocnej wyprawie do Moskwy, podczas której usiłował uzyskać wsparcie od władz komunistycznych, postanowił zaplanować zbrojne powstanie w oparciu o własne środki. W 1922 utworzył niepodległościową partię Estat Català, która w 1931 połączyła się z jego druga partią – Republikańską Lewica Katalonii, zachowując jednak pewną autonomię. W 1926 Estat Català zorganizował zbrojną akcję we francuskim miasteczku Prats-de-Mollo-la-Preste, leżącym tuż za granicą hiszpańską. Akcja była wymierzona przeciwko dyktaturze Miguela Primo de Rivery, jednak zamachowców rozbiła francuska żandarmeria. Pomimo porażki akcja odbiła się szerokim echem w całej Katalonii. Schwytanego Macià wygnano do Belgii. Po kilku miesiącach spędzonych w Brukseli, potajemnie wyjechał do Argentyny, gdzie spędził ponad pół roku. W Hawanie założył Separatystyczną Rewolucyjną Partię Katalonii, której został przewodniczącym. W tym czasie (wrzesień – październik 1928) zaczął analizować możliwość utworzenia Republiki Katalońskiej. W styczniu 1930 upadła dyktatura Primo de Rivery, a 22 lutego 1931 Macià powrócił ostatecznie do Katalonii. Został wybrany do hiszpańskich Kortezów w 1931 i 1933.
W 1931, po wyborach wygranych przez świeżo założoną Republikańską Lewicę Katalonii, Macià z balkonu siedziby Generalitat proklamował Republikę Katalońską. Później, kiedy upadła idea przekształcenia Hiszpanii w republikę federalną, został zmuszony do zaakceptowania Statutu Autonomii dla Katalonii. Od 1 stycznia 1931 aż do swojej śmierci w grudniu 1933 był Przewodniczącym Generalitat de Catalunya. Jego następcą został Lluís Companys i Jover